# Proagapete auricoma
Proagapete auricoma är en skalbaggsart som först beskrevs av Newman 1840.  Proagapete auricoma ingår i släktet Proagapete och familjen långhorningar. Inga underarter finns listade i Catalogue of Life.